# Luchthaven Riyad

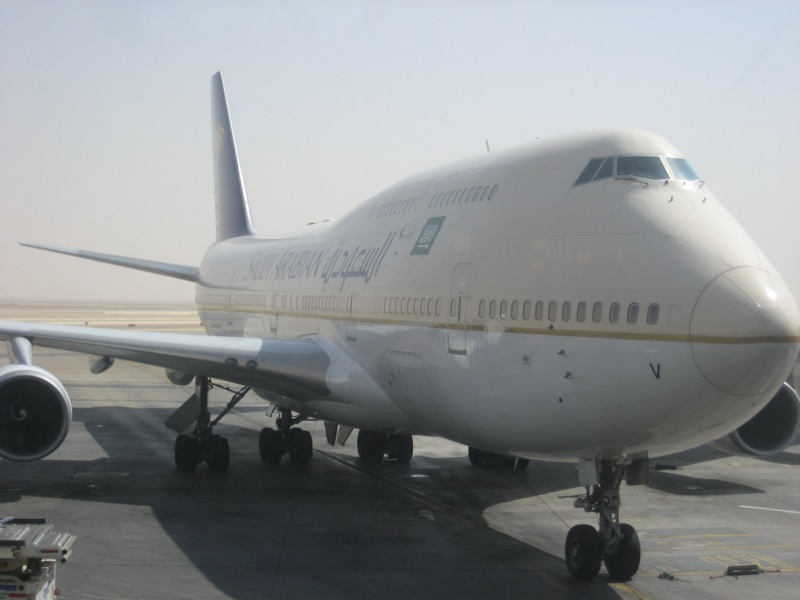
Een Boeing 747-400 van Saudi Arabian Airlines op de luchthaven van Riyad

De luchthaven Riyad (ook: King Khalid International Airport) (Arabisch: مطار الملك خالد الدولي) bevindt zich 35 kilometer ten noorden van de stad Riyad. De luchthaven is ontworpen door het architectenbureau HOK.
De luchthaven bestaat uit vier terminals, een moskee, de verkeerstoren en de twee start- en landingsbanen, elk 4.205 meter lang. De luchthaven is gebouwd om het toenemende aantal passagiers te kunnen verwerken voor de omgeving van Riyad.
De luchthaven is een alternatieve landingsbasis voor de NASA.

## Terminals
- Terminal 1: Voor internationale vluchten, behalve voor vluchten uitgevoerd door Air France, Saudi Arabian Airlines en NAS Air.
- Terminal 2: Voor internationale vluchten van Air France, Saudi Arabian Airlines en NAS Air.
- Terminal 3: Voor alle binnenlandse vluchten.
- Terminal 4: Deze terminal wordt niet gebruikt.

## Passagiersaantallen
Overzicht van het aantal passagiers in de periode 1998-2009.
| Jaar | Aantal passagiers | Aantal vliegbewegingen |
| ---- | ----------------- | ---------------------- |
| 1998 | 8.055.000         | 70.909                 |
| 1999 | 8.234.000         | 73.336                 |
| 2000 | 8.411.000         | 74.945                 |
| 2001 | 8.737.000         | 75.535                 |
| 2002 | 9.045.000         | 75.623                 |
| 2003 | 9.168.000         | 74.600                 |
| 2004 | 9.911.000         | 77.327                 |
| 2005 | 10.573.000        | 84.555                 |
| 2006 | 11.017.000        | 94.250                 |
| 2007 | 11.783.000        | 112.210                |
| 2008 | 11.540.000        | 114.429                |
| 2009 | 12.674.000        | 127.666                |